# Затурщина
Затурщина — деревня на юге Куньинского района Псковской области России. Входит в состав Долговицкой волости.
Расположена на юге района, в 72 км к югу от районного центра, посёлка Кунья и в 5 км к юго-западу от волостного центра, деревни Долговица.

## Население
Численность населения деревни составляет 55 жителей (2000 год).

## История
До 2005 года деревня входила в состав ныне упразднённой Крестовской волости.